# Thằn lằn
Thằn lằn là một nhóm bò sát có vảy phân bố rộng rãi, với khoảng 3800 loài. Chúng có mặt trên tất cả các lục địa trừ Nam Cực cũng như hầu hết các dãy núi lửa đại dương. Nhóm này, theo phân loại truyền thống nó là phân bộ Lacertilia, bao gồm tất cả các loài còn tồn tại của Lepidosauria, chúng là Sphenodontia (như tuatara) hay rắn – tạo thành một cấp tiến hóa. Trong khi các loài rắn được xếp chung với nhánh Toxicofera mà chúng tiến hóa ra, Sphenodont là nhóm chị em với một nhóm đơn ngành lớn hơn là Bò sát có vảy, nhóm này bao gồm cả thằn lằn và rắn.

## Phân loại
Phân loại này là theo truyền thống.
Phân bộ Lacertilia (Sauria) – (thằn lằn) 
- Họ †Bavarisauridae
- Họ †Eichstaettisauridae
- Phân thứ bộ Iguania
  - Họ †Arretosauridae
  - Họ †Euposauridae
  - Họ Corytophanidae (Thằn lằn đầu mũ)
  - Họ Iguanidae (Kỳ nhông)
  - Họ Phrynosomatidae (thằn lằn không tai, thằn lằn gai, thằn lằn cây, thằn lằn đốm bên và thằn lằn có sừng)
  - Họ Polychrotidae (thằn lằn Anolis)
    - Họ Leiosauridae (xem Polychrotinae)

  - Họ Tropiduridae (thằn lằn đất nhiệt đới)
    - Họ Liolaemidae (xem Tropidurinae)
    - Họ Leiocephalidae (xem Tropidurinae)

  - Họ Crotaphytidae (thằn lằn cổ dài và thằn lằn báo)
  - Họ Opluridae (kỳ nhông Madagascar)
  - Họ Hoplocercidae (thằn lằn rừng và thằn lằn đuôi chùy)
  - Họ †Priscagamidae
  - Họ †Isodontosauridae
  - Họ Agamidae (nhông)
  - Họ Chamaeleonidae (tắc kè hoa)
- Phân thứ bộ Gekkota
  - Họ Eubleparidae (thạch sùng mí)
  - Họ Gekkonidae (Họ Tắc kè)
  - Họ Pygopodidae (thằn lằn cụt chân)
  - Họ Dibamidae (thằn lằn mù)
- Phân thứ bộ Scincomorpha
  - Họ †Paramacellodidae
  - Họ †Slavoiidae
  - Họ Scincidae (thằn lằn bóng)
  - Họ Cordylidae (thằn lằn đuôi gai)
  - Họ Gerrhosauridae (thằn lằn mạ)
  - Họ Xantusiidae (thằn lằn đêm)
  - Họ Lacertidae (thằn lằn tường hoặc thằn lằn thực)
  - Họ †Mongolochamopidae
  - Họ †Adamisauridae
  - Họ Teiidae (thằn lằn đuôi roi)
  - Họ Gymnophthalmidae (thằn lằn đeo kính)
- Phân thứ bộ Diploglossa
  - Họ Anguidae (thằn lằn rắn)
  - Họ Anniellidae (thằn lằn cụt chân Bắc Mỹ)
  - Họ Xenosauridae (thằn lằn vảy núm)
  - Họ Shinisauridae (thằn lằn cá sấu)
- Phân thứ bộ Platynota (Varanoidea)
  - Họ Varanidae (kỳ đà)
  - Họ Lanthanotidae (kỳ đà không tai)
  - Họ Helodermatidae (thằn lằn Gila và thằn lằn đính cườm Mexico)
  - Họ †Mosasauridae (thằn lằn biển)

## Phát sinh chủng loài
Các nghiên cứu phân tử cho thấy Lacertilia như định nghĩa trên đây là một nhóm cận ngành, do không bao gồm toàn bộ các hậu duệ (cụ thể ở đây là các loài rắn (Serpentes) trong nhánh Toxicofera) từ cùng một tổ tiên chung.
Biểu đồ dưới đây vẽ theo Pyron et al. (2013)

|  | \| \| Anguimorpha \| \| \| \| \| \| Iguania \| \| \| \| |
|  |                                                         |
|  | Serpentes                                               |
|  |                                                         |
|  | Anguimorpha                                             |
|  |                                                         |
|  | Iguania                                                 |
|  |                                                         |

|  | Anguimorpha |
|  |             |
|  | Iguania     |
|  |             |

|  | \| \| Anguimorpha \| \| \| \| \| \| Iguania \| \| \| \| |
|  |                                                         |
|  | Serpentes                                               |
|  |                                                         |
|  | Anguimorpha                                             |
|  |                                                         |
|  | Iguania                                                 |
|  |                                                         |

|  | Anguimorpha |
|  |             |
|  | Iguania     |
|  |             |

|  | \| \| Anguimorpha \| \| \| \| \| \| Iguania \| \| \| \| |
|  |                                                         |
|  | Serpentes                                               |
|  |                                                         |
|  | Anguimorpha                                             |
|  |                                                         |
|  | Iguania                                                 |
|  |                                                         |

|  | Anguimorpha |
|  |             |
|  | Iguania     |
|  |             |

|  | \| \| Anguimorpha \| \| \| \| \| \| Iguania \| \| \| \| |
|  |                                                         |
|  | Serpentes                                               |
|  |                                                         |
|  | Anguimorpha                                             |
|  |                                                         |
|  | Iguania                                                 |
|  |                                                         |

|  | Anguimorpha |
|  |             |
|  | Iguania     |
|  |             |

|  | \| \| Anguimorpha \| \| \| \| \| \| Iguania \| \| \| \| |
|  |                                                         |
|  | Serpentes                                               |
|  |                                                         |
|  | Anguimorpha                                             |
|  |                                                         |
|  | Iguania                                                 |
|  |                                                         |

|  | Anguimorpha |
|  |             |
|  | Iguania     |
|  |             |

|  | \| \| Anguimorpha \| \| \| \| \| \| Iguania \| \| \| \| |
|  |                                                         |
|  | Serpentes                                               |
|  |                                                         |
|  | Anguimorpha                                             |
|  |                                                         |
|  | Iguania                                                 |
|  |                                                         |

|  | Anguimorpha |
|  |             |
|  | Iguania     |
|  |             |

|  | \| \| Anguimorpha \| \| \| \| \| \| Iguania \| \| \| \| |
|  |                                                         |
|  | Serpentes                                               |
|  |                                                         |
|  | Anguimorpha                                             |
|  |                                                         |
|  | Iguania                                                 |
|  |                                                         |

|  | Anguimorpha |
|  |             |
|  | Iguania     |
|  |             |

|  | \| \| Anguimorpha \| \| \| \| \| \| Iguania \| \| \| \| |
|  |                                                         |
|  | Serpentes                                               |
|  |                                                         |
|  | Anguimorpha                                             |
|  |                                                         |
|  | Iguania                                                 |
|  |                                                         |

|  | Anguimorpha |
|  |             |
|  | Iguania     |
|  |             |

|  | \| \| Anguimorpha \| \| \| \| \| \| Iguania \| \| \| \| |
|  |                                                         |
|  | Serpentes                                               |
|  |                                                         |
|  | Anguimorpha                                             |
|  |                                                         |
|  | Iguania                                                 |
|  |                                                         |

|  | Anguimorpha |
|  |             |
|  | Iguania     |
|  |             |

|  | \| \| Anguimorpha \| \| \| \| \| \| Iguania \| \| \| \| |
|  |                                                         |
|  | Serpentes                                               |
|  |                                                         |
|  | Anguimorpha                                             |
|  |                                                         |
|  | Iguania                                                 |
|  |                                                         |

|  | Anguimorpha |
|  |             |
|  | Iguania     |
|  |             |

|  | \| \| Anguimorpha \| \| \| \| \| \| Iguania \| \| \| \| |
|  |                                                         |
|  | Serpentes                                               |
|  |                                                         |
|  | Anguimorpha                                             |
|  |                                                         |
|  | Iguania                                                 |
|  |                                                         |

|  | Anguimorpha |
|  |             |
|  | Iguania     |
|  |             |

|  | \| \| Anguimorpha \| \| \| \| \| \| Iguania \| \| \| \| |
|  |                                                         |
|  | Serpentes                                               |
|  |                                                         |
|  | Anguimorpha                                             |
|  |                                                         |
|  | Iguania                                                 |
|  |                                                         |

|  | Anguimorpha |
|  |             |
|  | Iguania     |
|  |             |

|  | \| \| Anguimorpha \| \| \| \| \| \| Iguania \| \| \| \| |
|  |                                                         |
|  | Serpentes                                               |
|  |                                                         |
|  | Anguimorpha                                             |
|  |                                                         |
|  | Iguania                                                 |
|  |                                                         |

|  | Anguimorpha |
|  |             |
|  | Iguania     |
|  |             |

|  | \| \| Anguimorpha \| \| \| \| \| \| Iguania \| \| \| \| |
|  |                                                         |
|  | Serpentes                                               |
|  |                                                         |
|  | Anguimorpha                                             |
|  |                                                         |
|  | Iguania                                                 |
|  |                                                         |

|  | Anguimorpha |
|  |             |
|  | Iguania     |
|  |             |

|  | \| \| Anguimorpha \| \| \| \| \| \| Iguania \| \| \| \| |
|  |                                                         |
|  | Serpentes                                               |
|  |                                                         |
|  | Anguimorpha                                             |
|  |                                                         |
|  | Iguania                                                 |
|  |                                                         |

|  | Anguimorpha |
|  |             |
|  | Iguania     |
|  |             |

|  | \| \| Anguimorpha \| \| \| \| \| \| Iguania \| \| \| \| |
|  |                                                         |
|  | Serpentes                                               |
|  |                                                         |
|  | Anguimorpha                                             |
|  |                                                         |
|  | Iguania                                                 |
|  |                                                         |

|  | Anguimorpha |
|  |             |
|  | Iguania     |
|  |             |

## Hình ảnh

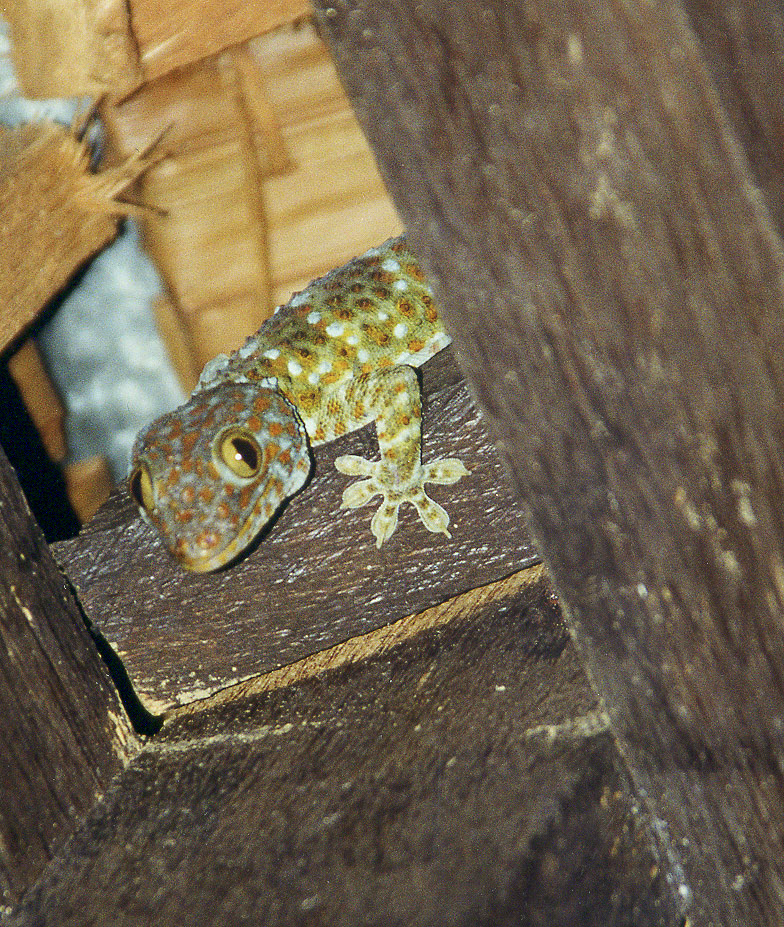
Gekko gecko ở Thái
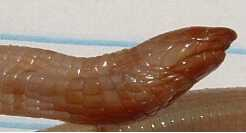
Amphisbaenid Rhineura
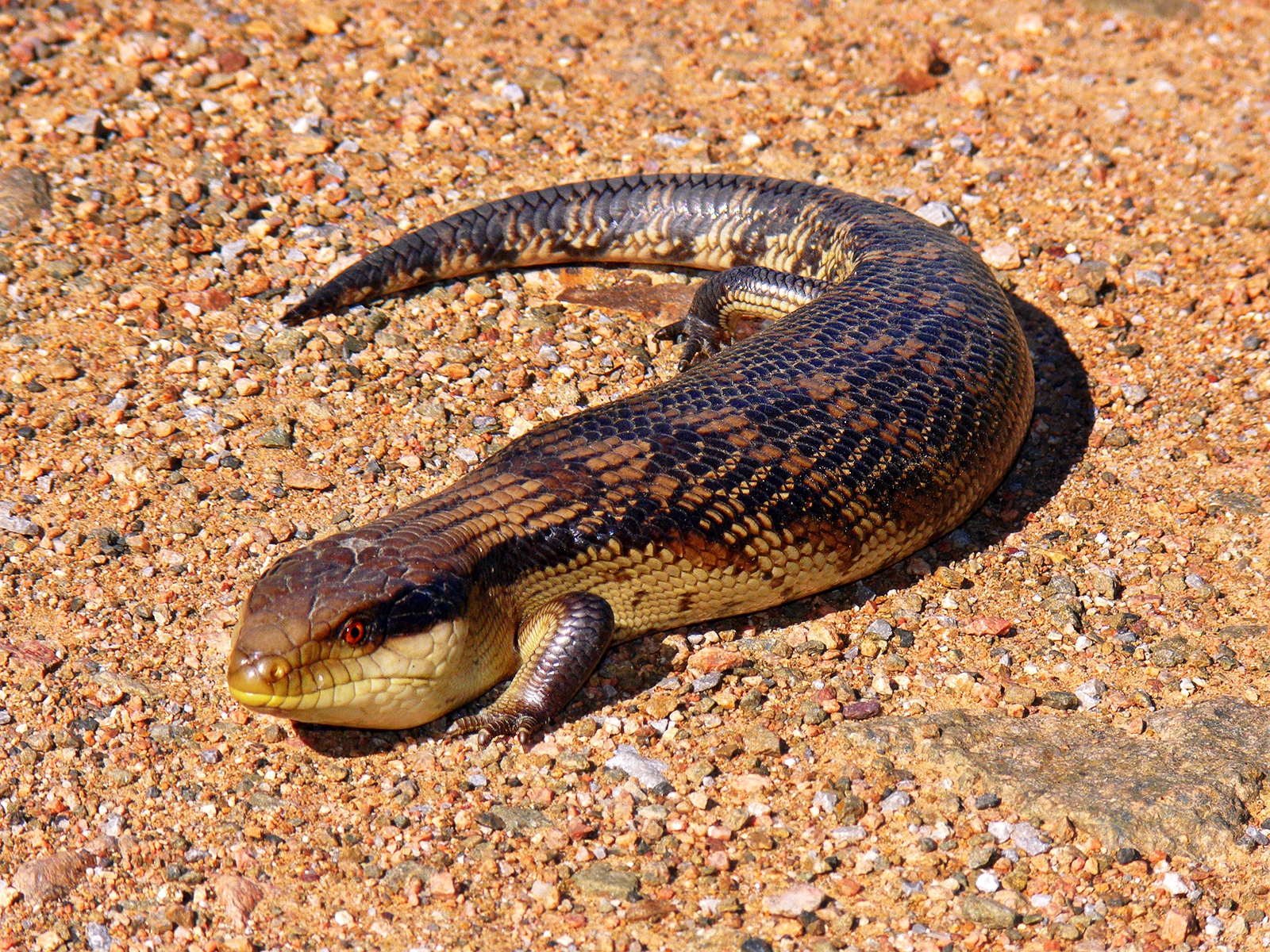
Thằn lằn lưỡi xanh phía đông

## Văn hóa

### Phim
- Bill The Lizard (Alice In Wonderland) (Thằn lằn)
- Carmello (Robinson Crusoe) (Tắc kè hoa)
- Master Chao (Kungfu Panda 3) (Thằn lằn sa mạc)
- Miss Crawly (Sing) (Cự đà)
- Oscar (Oscar's Oasis) (Tắc kè)
- The Female Lizard (Oscar's Oasis) (Thằn lằn)

### Âm nhạc
- Hai con thằn lằn con
- Tắc kè (Vũ Hoàng)
- Thạch sùng (Khắc Dũng)

### Truyện
Truyện cổ tích Việt Nam Sự tích con thạch sùng (Thạch sùng)